# AOL Instant Messenger
AIM (America-On-Line Instant Messenger) fue un cliente de mensajería instantánea de America On Line. Denominado habitualmente Instant Messenger la popularidad de la herramienta variaba, y solía ubicarse en el tercer lugar de uso, después del Windows Live Messenger de Microsoft y del Yahoo! Messenger de Yahoo!. Sin embargo, los responsables de la compañía aseguraban tener 44,8 millones de visitas cada mes, 5 millones más que los programas de Yahoo! y Microsoft.
En junio de 2015, AOL fue adquirida por Verizon Communications. En junio de 2017, Verizon combinó AOL y Yahoo en su subsidiaria Verizon Media (formalmente Oath Inc). Finalmente la compañía suspendió AIM como servicio el 15 de diciembre de 2017.